# 白家綺
白家綺（1984年4月20日—），臺灣女演員、主持人，姊姊為同是民視演員的葉家妤，姊夫為陳宇風，老公為戲劇演員吳東諺，哥哥為知名電影攝影師白杰立。白家綺因在《夜市人生》演出丁珮琪一角並因此提升知名度。

## 經歷
由於白家綺父親負債，為了分擔家裡的負擔，國小三年級就開始在路邊賣衛生紙和原子筆，半工半讀，曾做過洗頭工、擺地攤、幫人按摩、洗碗工等工作，也曾為了省錢而不吃午飯。
2004年，20歲時創業開了一家餐廳，因為遇到金融風暴，慘賠鉅款，個人負債六百萬。2005年，21歲時，和大她十五歲從事室內設計也開義大利餐廳的前夫結婚，於22歲生下第一個女兒葦葦，於23歲生下第二個女兒霓霓，因丈夫外遇而於2009年離婚。在2018年和已交往兩年多的吳東諺結婚，同時宣布已懷孕三個月。育有一子。2020年8月8日（台湾父亲节），白家绮于社交媒体宣布四度怀孕。同年9月26日，白家绮在金钟奖红毯穿着红色礼服，并宣布怀有女宝宝。2021年3月7日，生下第三個女兒。
2023年介入小甜甜家暴事件

## 趣聞

### 成語接龍（積少化痰）
2015年錄製節目《天才衝衝衝》成語接龍單元，主持人曾國城提問「積少」後面應該接什麼，白家綺回答「化痰」，爆笑回答成為一時之間網路瘋傳影片。正確成語應為「積少成多」，但白家綺將國語「積少」聽成閩南語的「止（咳）嗽」（語音接近），因而想到成藥廣告裡台詞的「止咳化痰」，造成爆笑新成語。

## 電影
- 2010年 《綁架雅（英语：Menculik Miyabi）》飾演Mie Yao Bie
- 2021年 《影子背後》飾演 琴醫師

### 電視電影
- 2014年 公視《神偶的孩子》飾演PAN妹(成年)

### 微電影
- 2017年 《Dr.cink 達特聖克-我的媽媽是壞人》飾演媽媽

## 電視劇
| 年份   | 電視台     | 劇名           | 角色   |
| 2010年 | 台視       | 家有四千金     | 小琪   |
| 2011年 | 民視       | 夜市人生       | 丁珮琪 |
| 2011年 | 民視       | 父與子         | 王蕾蕾 |
| 2011年 | 大愛電視台 | 邱醫師的願望   | 鄧方育 |
| 2012年 | 民視       | 風水世家       | 黃艷妃 |
| 2013年 | 大愛電視台 | 菊島醫師情     | 阿德妻 |
| 2014年 | 民視       | 廉政英雄       | 陳文君 |
| 2014年 | 民視       | 嫁妝           | 柳芳姿 |
| 2015年 | 民視       | 星座愛情牡羊女 | 江琳達 |
| 2016年 | 民視       | 我的老師叫小賀 | 柯凱蜜 |
| 2017年 | 民視       | 幸福來了       | 黃玉婷 |
| 2019年 | 公視       | 苦力           | 蔡金蘭 |
| 2025年 | GOOD TV    | 幸福宅一起     |        |
| 2026年 | 民視       | 阿松與阿暖     | [ 5 ]  |

## 主持作品

### 電視節目
- 2011年 民視《感觸韓國》
- 2016年 民視《流行新勢力》第三季
- 2016年 民視《台灣那麼旺 Taiwan NO.1》
- 2018年 東森超視《男神女神在身邊》
- 2018年 Astro AEC Astro经典名曲歌唱大赛
- 2020年 民視《醫學大聯盟》

### 大型活動
- 2015年 台南跨年晚會
- 2016年 嘉義跨年晚會
- 2017年 台南跨年晚會
- 2018年 高雄夢時代跨年晚會
- 2019年 桃園跨年晚會
- 2020年 第55屆電視金鐘獎

## 音樂作品

### EP
- 2016年 《閃爆你的心》（公益EP）[6]

2023心裏的小孩（藝起發光）

## 出版書籍
- 2022年9月29日，《讓每個決定，成為最好的安排：四寶媽白家綺的五味人生》，作者：白家綺、張雅琳，出版社：聯經出版公司，ISBN 9789570864403。

## 外部連結
- 白家綺的Facebook專頁
- 白家綺的新浪微博
- 白家綺的Instagram帳戶
- 鳳凰藝能－白家綺 （页面存档备份，存于）